# Baptiste Cransac
Pour les articles homonymes, voir Cransac (homonymie).
Baptiste Cransac, né le 3 mars 1984 à Bourges en France, est un joueur français de basket-ball.

## Clubs successifs
- 2001-2005 :  Limoges CSP (Pro A puis NM1)
- 2005-2008 :  GET Vosges (Pro B puis NM1)
- 2008-2009 :  BBC Nyon (LNA)
- 2009-2011 :  Longwy-Rehon BC (NM1 puis NM2)
- 2011-2018 :  Kaysersberg (NM2)
- 2018-2020 :  Dessenheim (NM3)

## Palmarès
- 1999-2000: remporte la Coupe de France Cadet avec le Limoges CSP.
- 2008-2009: finaliste de la Coupe de la Ligue Suisse avec le BBC Nyon.